# Lijst van ministers van Buitenlandse Zaken van Indonesië

Hieronder volgt een lijst van ministers van buitenlandse zaken van Indonesië.
| #   | Foto | Minister                  | Ambtstermijn     | Ambtstermijn     |
| --- | ---- | ------------------------- | ---------------- | ---------------- |
| 1   |      | Achmad Soebardjo          | 2 september 1945 | 14 november 1945 |
| 2   |      | Soetan Sjahrir            | 14 november 1945 | 3 juli 1947      |
| 3   |      | Agus Salim                | 3 juli 1947      | 19 december 1948 |
| —   |      | Alexander Andries Maramis | 19 december 1948 | 13 juli 1949     |
| (3) |      | Agus Salim                | 4 augustus 1949  | 20 december 1949 |
| —   |      | Mohammed Hatta            | 20 december 1949 | 6 september 1950 |
| 4   |      | Mohamad Roem              | 6 september 1950 | 20 maart 1951    |
| (1) |      | Achmad Soebardjo          | 4 augustus 1951  | 20 december 1952 |
| 5   |      | Wilopo                    | 3 april 1952     | 29 april 1952    |
| 6   |      | Moekarto Notowidigdo      | 3 april 1952     | 30 juli 1953     |
| 7   |      | Soenario                  | 30 juli 1953     | 12 augustus 1955 |
| 8   |      | Ide Anak Agung Gde Agung  | 12 augustus 1955 | 24 maart 1956    |
| 9   |      | Ruslan Abdulgani          | 24 maart 1956    | 9 april 1957     |
| 10  |      | Subandrio                 | 9 april 1957     | 28 maart 1966    |
| 11  |      | Adam Malik                | 28 maart 1966    | 23 maart 1978    |
| 12  |      | Mochtar Kusumaatmadja     | 29 maart 1978    | 21 maart 1988    |
| 13  |      | Ali Alatas                | 21 maart 1988    | 20 oktober 1999  |
| 14  |      | Alwi Shihab               | 26 oktober 1999  | 23 juli 2001     |
| 15  |      | Hassan Wirajuda           | 10 augustus 2001 | 20 oktober 2009  |
| 16  |      | Marty Natalegawa          | 22 oktober 2009  | 20 oktober 2014  |
| 17  |      | Retno Marsudi             | 27 oktober 2014  | 20 oktober 2024  |
| 18  |      | Sugiono                   | 21 oktober 2024  | heden            |